# Бреа-де-Тахо
Бреа-де-Тахо (ісп. Brea de Tajo) — муніципалітет в Іспанії, у складі автономної спільноти Мадрид. Населення — 556 осіб (2010).
Муніципалітет розташований на відстані близько 55 км на схід від Мадрида.
На території муніципалітету розташовані такі населені пункти: (дані про населення за 2010 рік)
- Бреа-де-Тахо: 496 осіб
- Ла-Аламеда-і-Ель-Кехігаль: 60 осіб
- Монте-Робледаль: 0 осіб

## Демографія
Динаміка населення (INE ):

## Галерея зображень

Розташування муніципалітету у автономній спільноті Мадрид